# Министерство по социальным вопросам и культуре (Макао)
Министерство по социальным вопросам и культуре Макао или Секретариат по социальным вопросам и культуре Макао — орган исполнительной власти, является министерством правительства Макао. Секретариат несет ответственность за образование, здравоохранение, туризм, социальные вопросы и вопросы культуры в регионе.

## Подведомственные органы
- Бюро здравоохранения
- Бюро по образованию и делам молодежи
- Культурное Бюро
- Правительственный офис по туризму Макао
- Бюро социального обеспечения
- Совет по развитию спорта Макао
- Институт туристических исследований
- Бюро по туризму Макао в Португалии
- Университет Макао
- Политехнический институт Макао